# Cessna A-37 Dragonfly
Le Cessna A-37 Dragonfly est un avion d'attaque au sol développé dans les années 1960 aux États-Unis d'Amérique. C'est un dérivé armé de l'avion d'entraînement Cessna T-37 Tweet, construit à plus de 600 exemplaires et exporté vers une dizaine de pays différents. Un certain nombre d'entre eux étaient toujours en service dans les années 2010.

## Conception
Au début des années 1960, à la suite des tensions au Viet Nam, l'US Air Force est à la recherche d'un avion de lutte anti-guérilla. Elle demande à Cessna un modèle amélioré du T-37C, capable d'emporter une charge militaire plus importante sur une plus grande distance et, en 1963, commande deux prototypes désignés YAT-37D.
Le nouvel avion reçoit trois (puis quatre) pylônes d'emport sous chaque aile, des réservoirs de carburant plus grands, une avionique améliorée et adaptée à son nouveau rôle, et un train d'atterrissage renforcé. L'augmentation de poids qui résulte de ces modifications impose le remplacement des réacteurs par des General Electric J85, deux fois plus puissants que les J69 du T-37C.
Le premier prototype fait son vol inaugural en octobre 1964 mais, malgré une campagne d'essais satisfaisante, l'USAF ne donne pas suite immédiatement : il faudra attendre l'engagement militaire américain dans la guerre du Viêt Nam et les pertes élevées de Douglas AD Skyraider pour relancer le projet. Un premier lot de 39 avions est alors commandé, désignés A-37A et obtenus par modification de T-37B.
Envoyés au combat en août 1967, les A-37A montrent de bonnes capacités. En conséquence, la fabrication en série de l'A-37B est lancée peu après avec une structure renforcée, des réacteurs J85 offrant 18 % de puissance supplémentaire, un blindage du poste de pilotage, une perche de ravitaillement, et d'autres améliorations. 
Un total de 577 A-37B sera construit, dont pratiquement la moitié sera destinée à l'armée de l'air du Sud Viêt Nam. Dans les années 1970, l'A-37B rencontre un certain succès en Amérique latine grâce à son faible coût, sa facilité de maintenance, et son adaptation au contexte de guérilla que rencontrent plusieurs de ces pays : huit pays s'en portent acquéreurs. Les États-Unis le retirent du service en 1992.

## Engagements
- Guerre du Viêt Nam
- Guerre du Paquisha
- Guerre du Cenepa

## Variantes
- YAT-37D : prototypes (2 exemplaires) ;
- A-37A : version initiale (39 T-37B modifiés) ;
- A-37B : version définitive (577 exemplaires construits) ;
- OA-37B : avions utilisés pour le contrôle aérien avancé.

## Utilisateurs
- États-Unis
- Chili
- Colombie
- Corée du Sud (en service de d'octobre 1976 à 2006)
- Équateur
- Guatemala

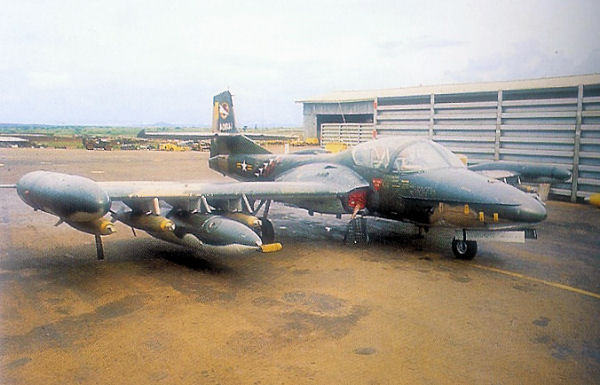
Un A-37B de la force aérienne sud-vietnamienne.

- Honduras (17 livrés à partir de 1975, 3 à 6 en service actif en 2016[1])
- Maroc
- Pérou (8 livrés par la Corée du Sud en février 2010)[2]
- Salvador
- République du Viêt Nam (254 livrés à la force aérienne vietnamienne, 95 capturés par le Nord-Vietnam)
- Uruguay